# José Lucas Casalete
José Lucas Casalete (Zaragoza, c. 1630 – Zaragoza, 1701) fue un médico español.

## Vida

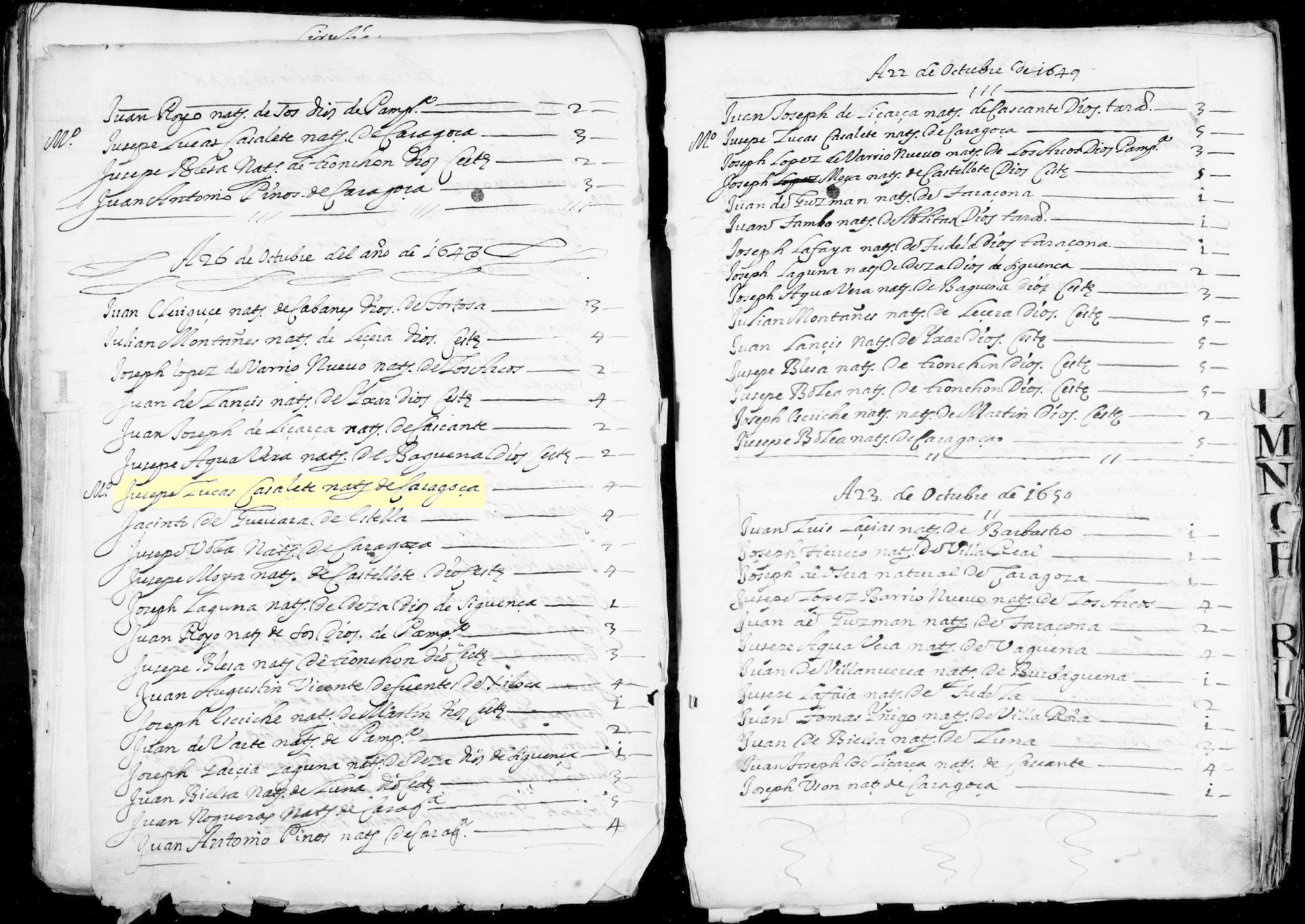
Libro de Matrícula de la Universidad de Zaragoza de 1648 con la inscripción de José Lucas Casalete

José Lucas Casalete nació en Zaragoza, hacia 1630. Estudió medicina en la Universidad entre 1645 y 1650.
De 1650 a 1652 debió ejercer la medicina en alguna localidad cercana a Zaragoza, regresando a la ciudad ese año tras la llegada de la peste.Se le atrajo con la promesa de que se le admitiría en el Colegio de Médicos y Cirujanos de Zaragoza si trabajaba en  la «morbería» que se instaló en la ciudad durante la epidemia. Formar parte del Colegio era condición para poder ejercer la medicina en la ciudad.
Se doctoró el 13 de noviembre de 1653 en la Universidad de Zaragoza. En 1667 obtuvo la cátedra Segunda del Curso de Medicina de la misma Universidad y en 1677 la Prima, tras el fallecimiento de Matías de Llera. Permanecería en el cargo hasta su jubilación, el 7 de enero de 1701. También ejerció de receptor o tesorero de la universidad entre 1680 y 1682.
Fallecería en Zaragoza, en 1701.
Su hijo Félix Perfecto Casalete y Avós ejerció la cátedra Prima de Cánones en la misma universidad.

## Pensamiento
La importancia de Casalete estriba en su ruptura con el galenismo reinante en la medicina contemporánea, no solo en el plano teórico y doctrinal, sino sobre todo en el plano práctico y terapéutico. Rechazó la sangría y desarrolló un sistema iatroquímico que se oponía a las teorías de los flujos humorales. Desde su posición en la Universidad de Zaragoza, Casalete y un reducido número de médicos, entre los que se cuentan Juan Bautista Juanini, Juan de Cabriada, Francisco Elcarte y Nicolás Francisco San Juan y Domingo, formó un núcleo de renovadores de la medicina española de finales del siglo XVII y principios del XVIII que irradió desde Zaragoza, una corriente moderada entre los novatores.
Sus denuncias de los métodos de los galenistas y su defensa de nuevas teorías lo llevó a participar en numerosas polémicas y recibir muchas críticas, sobre todo desde las universidades de Salamanca, Valladolid, Valencia, Barcelona, Lérida y Huesca. La oposición desde las universidades llegó a ser una campaña difamatoria contra Casalete y en 1683 se prohibió la enseñanza de sus doctrinas: «semejantes proposiciones no se podían leer ni en público ni en secreto, ni practicarse con buena conciencia; que sean ajenas de razón, temerarias y absurdas, que se debían prohibir por perniciosas a la práctica». Sin embargo, las opiniones también fueron cambiando y en su informe Satisfacción precisa a una duda voluntaria (1698), publicado junto con Vicente Sanz, también catedrático de Medicina en Zaragoza, y Bartolomé Sanahuja, médico de la Inquisición, recibió el apoyo del Protomedicato y de las universidades de Zaragoza, Huesca, Salamanca y Alcalá.